# Opération Call Boy
Campagnes d'Afrique, du Moyen-Orient et de Méditerranée (1940-1945)
Batailles
Siège de Malte : Convois de Malte
L'opération Call Boy était une opération britannique de transport de bombardiers-torpilleurs biplan de Gibraltar à Malte pendant le siège de Malte pendant la campagne de Méditerranée de la Seconde Guerre mondiale. Elles s'est déroulée du 1er au 14 octobre 1941, dans le cadre des missions connues sous le nom de Club Run, dans le but de transférer des avions de combat à Malte, afin de renforcer les défenses de l'île, soumise pendant des mois à l'offensive des forces aériennes de l'Axe.

## Contexte
Les livraisons «Club Run» exigeaient que les avions de combat à courte portée opérationnelle soient chargés sur un porte-avions en Grande-Bretagne ou à Gibraltar et emmenés à portée de vol de Malte.

## L'opération

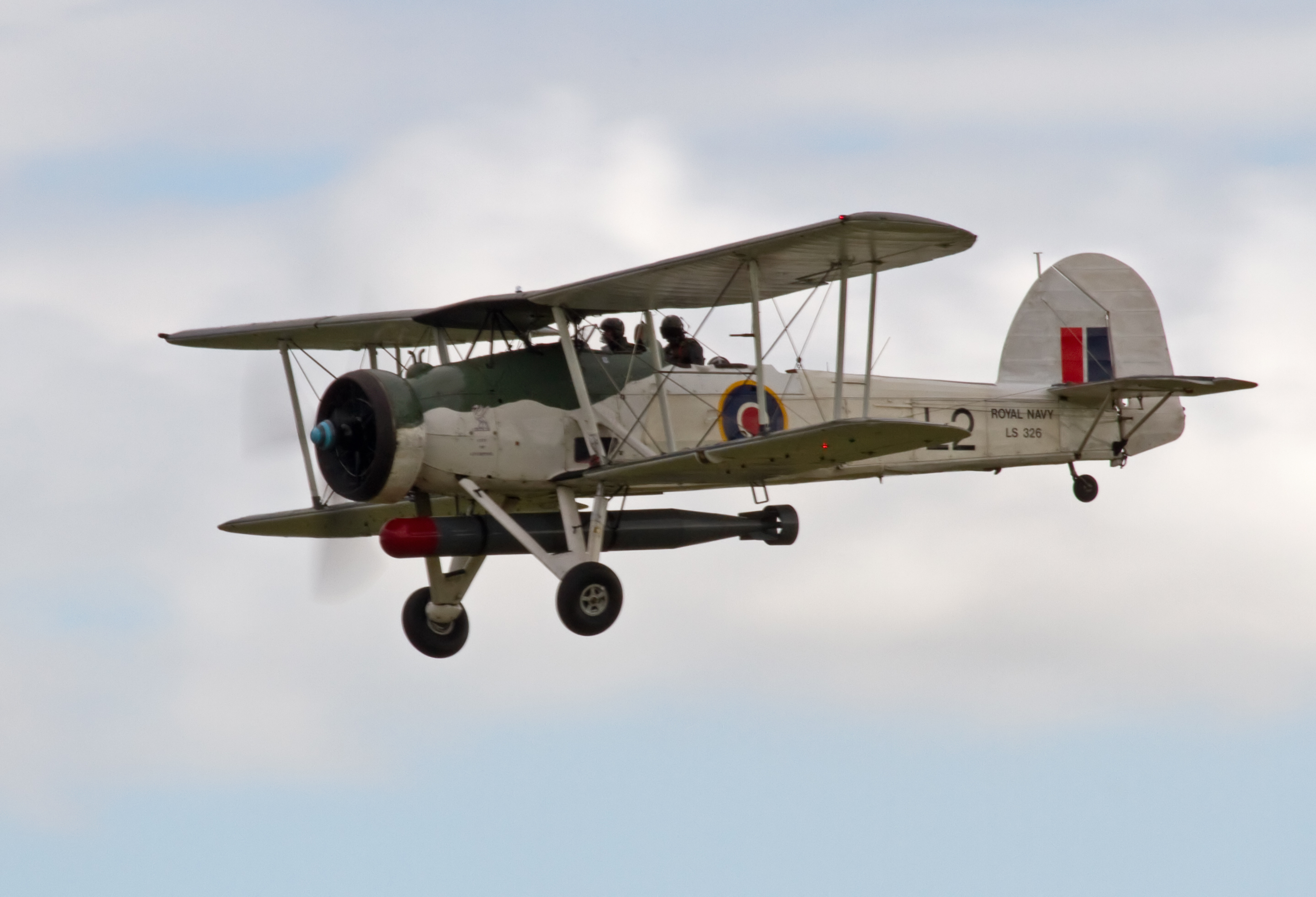
Fairey Swordfish

Le convoi de transport WS.12 de 11 Fairey Albacore et 2 Fairey Swordfish, effectué par le vieux porte-avions HMS Argus escorté des destroyers Cossack, Sikh et Zulu ont quitté le Royaume-Uni, dans le cadre de «l'opération Call Boy» , le 1er octobre pour Gibraltar, où ils sont arrivés le 8 octobre. Les avions ont été transférés sur le porte-avions HMS Ark Royal pour être expédiés vers Malte.
Le porte-avions a navigué sous escorte (le cuirassé Rodney, le croiseur léger Hermione, et les destroyers Cossack, Forester, Foresight, Fury, Legion, Sikh et Zulu) pendant deux jours à travers la Méditerranée occidentale et a atteint le point d'envol, à 845 km de Malte, d'où le 828e Squadron of Fleet Air Arm a pu décoller le 18 octobre. Ce convoi est rentré à Gibraltar le 19 octobre.
Un de deux Swordfish, à destination de Ħal-Far, qui a décollé d'Ark Royal n'est pas arrivé à destination et est présumé perdu.
L'île de Malte avait subi, durant la nuit, plusieurs raids italiens de bombardements des CANT Z.1007 et Fiat BR.20 Cicogna